# Македонски комитет (1904)
Вижте пояснителната страница за други значения на Македонски комитет.
Македонският комитет (на гръцки: Μακεδονικό Κομιτάτο) е гръцка революционна организация, създадена на 22 май 1904 година в град Атина, Гърция. Неин основоположник и председател е Димитрис Калопотакис, който е собственик на вестник „Емброс“, сред другите основатели са Петрос Сароглос - касиер, Стефанос Драгумис, Йоанис Ралис, Павлос Мелас, Петрос Канелидис и други. Целта на тайния комитет е организиране на гръцко четническо движение в Македония, което да се противопостави на българските чети на ВМОРО и на българщината.
Част от членовете на комитета са членували и в Етники Етерия, а друга част са представители на гръцката държава. Комитетът получава заповеди от гръцкото правителство чрез консулството му в Солун. С помощта на комитета се организира широка мрежа и се организират и ръководят андартски акции в югозападната част на Македония. През 1905 година разпространяват книжката „Прокламация на Елиномакедонски комитет от Атина. За нашите брате македонци“.
В 1906 година се разпространява фалшивият слух, че е убит костурският митрополит Германос Каравангелис и Димитриос Калапотакис пуска некролог във вестник „Емброс“, като след разкритието на грешката му е принуден да подаде оставка от ръководния пост в гръцкия македонски комитет.